# Дюбвад, Юханна
Юханна Дюбвад (норв. Johanne Dybwad; 2 августа 1867, Христиания — 4 марта 1950, Осло) — норвежская театральная актриса

, театральный режиссёр

, театральный продюсер

. На протяжении полувека была ведущей актрисой норвежского театра.

## Биография
Родилась в актёрской семье. Детство провела в Бергене. Дебютировала на театральной сцене в ноябре 1887 года. Впервые выступила в Осло в сентябре 1888 года. Играла на сцене Christiania Teater и Национального театра в Христиании (с 1925 года в Осло) до декабря 1947 года.
Сыграла всего 76 ролей в Театре Христиания. В 1891 году вышла замуж за адвоката Вильгельма Дибвада.
Создала выдающиеся роли в постановках драм Ибсена. Сыграла более 200 ролей, примерно половина из которых была из норвежского репертуара и 6 из пьес Шекспира (в том числе «Сон в летнюю ночь» 1903 года).
В 1890-е годы стала ещё и театральным режиссёром.
Похоронена на Спасском кладбище Осло.

## Память
- В 1962 году перед Национальным театром в Осло была установлена её бронзовая статуя.
- В 1967 году стала первой норвежской актрисой, изображённой на почтовой марке.
- Площадь перед Национальным театром названа в её честь — площадь Юханны Дибвад.